# هارفي واينستين
هارڤي واينستين^(بالإنجليزية: Harvey Weinstein أصد للإنجليزية:/ˈwaɪnstiːn/؛ 19 مارس 1952 في نيويورك في كوينز) هو منتج ومخرج أفلام أميركي سابق أدين بجرائم جنسية. شارك في تأسيس شركة ميراماكس رفقة شقيقه بوب وينشتاين والتي أصدرت العديد من الأفلام االمستقلة أبرزها جنس، أكاذيب وشريط فيديو، خيال رخيص، لعبة البكاء، مخلوقات سماوية وشكسبير عاشقا. هذا الأخير الذي حاز بفضله على جائزة الأوسكار لأفضل إنتاج بالإضافة إلى سبع جوائز توني عن مجموعة متنوعة من المسرحيات والكوميديات الموسيقية. بعد مغادرة شركة ميراماكس، أسس واينستين وشقيقه بوب شركة The Weinstein Company وهو استوديو أفلام صغير حيث كانا يتشاركان رئاسته من عام 2005 إلى عام 2017.
في أكتوبر 2017، وإثر عدد من ادعاءات التحرش والاعتداء الجنسي والاغتصاب المثارة ضده فيما عرف بفضيحة هارفي واينستين الجنسية، أقيل من مجلس إدارة شركته كما طرد من أكاديمية فنون وعلوم الصور المتحركة. بحلول 31 أكتوبر، قدمت أكثر من 80 امرأة ادعاءات ضد واينستين. وقد تسببت هذه المزاعم في إطلاق حملة قادها عدد من صفوة نساء المجتمع والمشاهير دعوا إلى تبادل تجاربهن الخاصة بالاعتداء الجنسي أو التحرش أو الاغتصاب على وسائل التواصل الاجتماعي تحت هاشتاج #MeToo ومن آثار الفضيحة اطلاق مسمى «تأثير واينستين» (Weinstein effect) على أي رجل نافذ في مختلف الصناعات وإقالة عدد من أقوى رجال الأعمال النافذين حول العالم.

## مزاعم اعتداء جنسي
يوم 5 أكتوبر 2017، نشرت صحيفة ذا نيويورك تاميز مقالة فضحت أمر المنتج وكشفت عن اتهامات باعتداءات جنسية.
بعد نشر مقالات صحيفة ذا نيويورك تايمز وذا نيويوركر، نساء كثيرات في صناعة الترفيه أثارن مزاعم شبيهة ضد واينستين فيما عرفت بفضائح هارفي واينستين الجنسية. وفق تقاريرهن، كان يدعو ممثلات وعارضات شواب لغرفة فندق أو مكتب بدعوى نقاش مستقبلهن المهني، ثم يطالب تدليكا أو الجماع. أفاد زملاء متعاوني سابقين المراسلين بأن هذه الأنشطة مكنها عماله وشركاؤه الذين قاموا بإعداد الجلسات ومحاموه ودعايته الذين كبتوا الشكاوى برشاوى وتهديدات.
النساء اللاتي قلن إنهن تعرضت للتحرش الجنسي أو الاعتداء الجنسي من طرف واينستين:
- ليسيت أنتوني, ممثلة[19]
- آسيا أرجينتو, ممثلة and director[14]
- روزانا أركيت, ممثلة[14]
- جيسيكا بارث, ممثلة[14]
- كيت بيكينسيل, ممثلة[20]
- Zoë Brock, عارضة[21]
- Liza Campbell, writer and artist[22]
- إيما دي كونز, ممثلة[14]
- Florence Darel, ممثلة[23]
- كارا ديليفين, ممثلة and عارضة[24]
- سوفي ديكس, ممثلة[25]
- Dawn Dunning, ممثلة[26]
- أليس إيفانز, ممثلة[27]
- Lucia Evans, formerly Lucia Stoller, ممثلة[14]
- انجي إيفرهارت, عارضة and ممثلة[28]
- كلير فورلاني, ممثلة[29]
- رومولا غاري, ممثلة[30]
- Louisette Geiss, screenwriter and ممثلة[22]
- Louise Godbold, nonprofit organization director[22]
- جوديث جودريش, ممثلة[26]
- هيذر غراهام, ممثلة[31]
- إيفا جرين, ممثلة[32]
- Ambra Gutierrez, formerly Ambra Battilana, عارضة[33]
- جيسيكا هاينز, ممثلة[34]
- أنجلينا جولي, ممثلة and director[26]
- آشلي جود, ممثلة[33]
- مينكا كيلي, ممثلة[35]
- Katherine Kendall, ممثلة[26]
- ميا كيرشنر, ممثلة[36]
- مايلين كلاس, مغنية and عارضة[33]
- Laura Madden, Weinstein employee[22]
- Sarah Ann Masse, ممثلة, comedian, and writer[22]
- روز مكغوان, ممثلة[33]
- ناتالي ميندوزا, ممثلة[37]
- Emily Nestor, Weinstein employee[22]
- جوينيث بالترو, ممثلة[26]
- Zelda Perkins, Weinstein employee[22]
- سارة بولي, ممثلة, writer, and director[38]
- Tomi-Ann Roberts, professor of psychology[26]
- Lisa Rose, Miramax employee[39]
- Erika Rosenbaum, ممثلة[40]
- ميليسا ساجميلر, ممثلة[41]
- ليا سيدو, ممثلة[42]
- Lauren Sivan, journalist[43]
- Chelsea Skidmore, ممثلة and comedian[44]
- ميرا سورفينو, ممثلة[14]
- تارا سوبكوف, ممثلة[33]
- Paula Wachowiak, Weinstein employee[45]

واتهمته أنثوني وأرجنتو وأفنز ومكغوان وامرأة أخرى مجهولة في مجلة ذا نيويورك بالاغتصاب بالإضافة إلى التحرش والاعتداء الجنسي.
وفي 25 أبريل 2024 قضت محكمة استئناف في نيويورك بإلغاء حكمٍ يدينه في قضايا الاغتصاب والاعتداءات الجنسية معللة قرارها إلى ارتكاب أخطاء إجرائية خلال المحاكمة.